# Biratori
Biratori (平取町, Biratori-chō) est un bourg du district de Saru, situé dans la sous-préfecture de Hidaka, sur l'île de Hokkaidō, au Japon. Ce bourg, qui comprend le village typique de Nibutani, est considéré comme le centre démographique et un des centres historiques et culturels du peuple autochtone Aïnous. Le toponyme Biratoti vient de Pira itur qui signifie « entre (deux) falaises » en langue aïnou. 

## Géographie

### Démographie
Au 31 mars 2015, la population de Biratori s'élevait à 5 436 habitants répartis sur une superficie de 743,09 km2.